# 남명

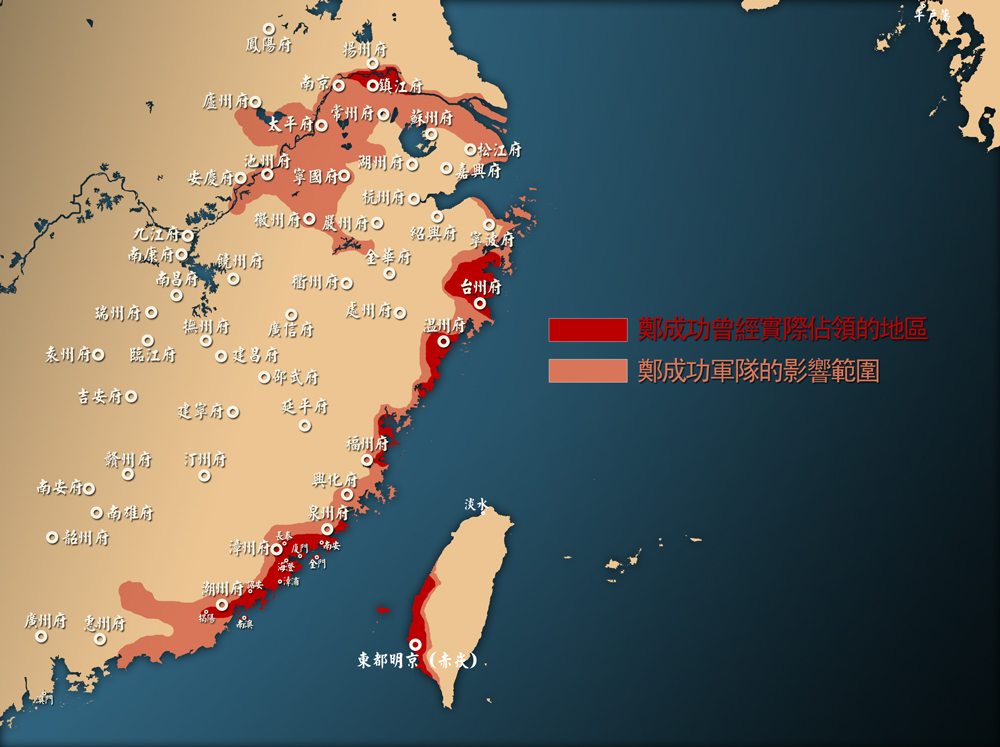
남명정권(정성공)의 영향권

남명(南明, 1644년 ~ 1664년)은 명나라가 1644년에 멸망했다고 보는 청사의 입장에서, 1644년 이후에 잔존했던 명나라를 분리하여 일컫는 말이다. 후금의 세력이 확대되고, 명나라 황제였던 숭정제가 순사(殉死)함으로써, 명나라 황제의 유신(遺臣)들은 명나라 황실을 옹립하여, 남명(南明)으로 남았다.

## 역사
남명의 초대 황제인 홍광제 주유숭(朱由崧, 재위:1644년 ~ 1645년)은 건문제(建文帝)에게 묘호를 혜종(惠宗)으로, 시호를 양황제(讓皇帝), 숭정제(崇禎帝)의 태자인 주자랑에게는 묘호는 순종(順宗)으로 시호는 도황제(悼皇帝)로 각각 추증하였다.
청나라의 군대에 쫓겨 화남(華南, 중국 남부)으로 도망친 융무제(隆武帝, 이름은 주율건; 朱聿鍵)를 수행한 정성공(鄭成功)은 연평군왕(延平郡王)의 작위를 받고 명나라의 황실 성인 주(朱)씨의 성을 하사받아, ‘국성야(國姓爺)’로 불리었다.
청나라는 명나라의 부흥을 목적으로 한 남명 정권마저 제압하여 중국 대륙을 완전히 장악하였다. 1650년 청군이 중국 남부 광동(廣東)과 계림(桂林) 일대를 함락시키고 1656년 주산열도(舟山列島)를 점령하였다. 1659년 운남(雲南)까지 차지하자 영력제(永曆帝, 혹은 계왕桂王, 영명왕永明王)는 버마로 도주했지만, 1662년 청나라에 투항한 오삼계(吳三桂)가 버마까지 쳐들어와 영력제를 살해하였다. 진위 여부가 불확실한 역사서에 따르면 원래부터 비정통 황제로서 저항중이었던 평종(平宗) 정무제(定武帝)가 계속해서 저항하였지만, 1664년에 정무제가 사망함으로써 명나라는 완전히 멸망하였다. 
옹정2년(1724), 명나라의 번국인 대국(代國) 대간왕(代簡王) 주계(朱桂)의 12대손이자 대왕(代王) 주이(朱彝)의 손자였던 주지련(朱之璉)이 청나라 옹정제로부터 1등연은후(一等延恩侯)의 작위를 받음으로써, 이후 이 자손은 명나라 황실의 제사를 이어갔다.

### 남명 황제
| 대수   | 묘호                               | 시호 | 성명           | 연호       | 재위기간        |
| ------ | ---------------------------------- | --- | -------------- | ---------- | --------------- |
| 제1대  | 명 안종 (明安宗) (명 질종<明質宗>) | 처천승도성경영철찬문 비무선인광효간황제 (處天承道誠敬英哲纘文 備武宣仁度孝簡皇帝) (성안황제<聖安皇帝>) (난황제<赧皇帝>) | 주유숭(朱由崧) | 홍광(弘光) | 1644년 ~ 1645년 |
| 임시   | -                                  | - (노민왕<潞閔王>) | 주상방(朱常淓) | -          | 1645년          |
| 비정통 | 명 의종 (明義宗)                   | 시천제도공화양정헌문 경무명덕숙인성황제 (侍天制道恭和襄定獻文 敬武明德肅仁成皇帝) (노왕<魯王>)                          | 주이해(朱以海) | -          | 1645년 ~ 1655년 |
| 임시   | 명 원종 (明元宗)                   | 경황제 (驚皇帝) (정강왕<靖江王>)                                                                                        | 주형가(朱亨嘉) | -          | 1645년          |
| 제2대  | 명 소종 (明紹宗)                   | 배천지도홍의숙목사문 열무민인광효양황제 (配天至道弘毅肅穆思文 烈武敏仁廣孝襄皇帝)                                       | 주율건(朱聿鍵) | 융무(隆武) | 1645년 ~ 1646년 |
| 제3대  | 명 문종 (明文宗)                   | 정천응도소숭영문굉무 달인성선민효절황제 (貞天應道昭崇寧文宏武 達仁成宣閔孝節皇帝) (당왕<唐王>)                          | 주율오(朱聿鐭) | 소무(紹武) | 1646년 ~ 1647년 |
| 제4대  | 명 경종 (明敬宗)                   | 충천융도소의흠성정문 양무분인예효화황제 (忠天隆道昭義欽成靖文 襄武奮仁睿孝和皇帝) (회왕<淮王>)                          | 주상청(朱常淸) | 동무(東武) | 1647년 ~ 1649년 |
| 제5대  | 명 소종 (明昭宗)                   | 응천추도민의공검경문 위무예인극효광황제 (應天推道敏毅恭檢經文 緯武禮仁克孝匡皇帝)                                       | 주유랑(朱由榔) | 영력(永曆) | 1649년 ~ 1662년 |
| 제6대  | 명 평종 (明平宗)                   | 규천현도지인정신덕문 분무정숙돈강원황제 (揆天顯道知仁貞信德文 奮武靖肅敦康元皇帝) (한왕<韓王>)                          | 주본현(朱本鉉) | 정무(定武) | 1646년 ~ 1664년 |

| 중국의 역사 | 중국의 역사 | 중국의 역사 |
| 이전 시대   | 남명 ~      | 다음 시대   |
| ----------- | ----------- | ----------- |
| 명나라      | 남명 ~      | 청나라      |

## 같이 보기
- 명나라
- 명청 전쟁
- 명나라의 황제
- 대만의 역사
- 소성태후